# Cascades Boyoma
Les cascades Boyoma, antigament conegudes com a cascades Stanley (en honor de Henry Morton Stanley), són un grup de set cascades que s'estenen durant més de 100 km sobre el riu Lualaba, prop de Kisangani (abans Stanleyville) a la part oriental de la República Democràtica del Congo.
La seva caiguda total és de 61 metres. A la part més baixa de les cascades, el Lualaba es converteix en el riu Congo. Una línia de ferrocarril salva el desnivell que provoca les cascades i que impedeix la navegació fluvial, unint les ciutats de Kisangani i Ubundu.